# نام بریتانیا

نام قدیمی بریتانیا در یک نقشه

پیشینه نام بریتانیا (انگلیسی: Britain) مسئله‌ای است که مورد مطالعهٔ برخی از تاریخ‌شناسان می‌باشد، از جملهٔ تئوری‌ها در این رابطه ریشه‌گرفتن این نام از نامِ بریتانیا الهه‌ی آب‌ها و دریاها در اسطوره‌ها است.